# Die Hölle der Heimatlosen
Die Hölle der Heimatlosen ist ein US-amerikanisches Stummfilmdrama aus dem Jahr 1928 von Edward Sloman mit Norman Kerry und Lewis Stone in den Hauptrollen. Der Film wurde von Universal Pictures produziert und basiert auf dem Roman The Red Mirage von I. A. R. Wylie.

## Handlung
Richard Farquhar wird fälschlich eines Verbrechens beschuldigt und muss seinen Dienst in der Armee quittieren. Er schweigt, um Arnaud, den Ehemann seiner ehemaligen Verlobten Sylvia, zu schützen. Farquhar tritt der Fremdenlegion in Algerien bei und dient dort unter seinem Vater, den er seit seiner Kindheit nicht mehr gesehen hat. Nach einiger Zeit trifft Farquhar Arnaud und Sylvia wieder und es kommt zu Problemen. Destin, der kommandierende Offizier, ist gezwungen, Farquhar zum Tode zu verurteilen, doch als er erfährt, dass Farquhar sein Sohn ist, opfert er sich, damit Farquhar und seine Geliebte Gabrielle entkommen können.

## Hintergrund
Da keine Kopien der acht Filmrollen existieren, gilt der Film als verschollen.

## Veröffentlichung
Die Premiere des Films fand am 23. Juni 1928 in New York statt. 1929 kam er im Deutschen Reich in die Kinos.

## Kritiken
Mordaunt Hall von der The New York Times schrieb, unter Berücksichtigung der künstlerischen Freiheit sei die Geschichte recht gut erzählt. Lewis Stone sei mit seiner eng anliegenden Tunika und seinen Glacéhandschuhen ein wenig zu elegant, aber seine schauspielerische Leistung sei von hohem Niveau. Edward Sloman gebe verliebten einfachen Soldaten ein wenig zu viel Spielraum, aber das passieren eben in Regimentsgeschichten, wenn sie auf die Leinwand kommen. Es scheine auch eine ungewöhnliche Anzahl kluger Frauen in der Garnisonsstadt zu geben.